# Дефектологічна освіта
Дефектологі́чна осві́та — різновид професійної освіти, який забезпечує підготовку педагогів і психологів для роботи з особами, переважно з дітьми, які мають суттєві порушення психофізичного розвитку (порушення слуху, зору, мовлення, інтелекту, емоційно-вольової сфери, опорно-рухового апарату тощо).

## Характеристика
Наявність тієї чи іншої вади розвитку або їх поєднання у структурі дефекту  ускладнює процеси навчання і виховання дітей у звичайних умовах. Це зумовлює необхідність надання спеціальних освітніх послуг, передусім корекційно-компенсаторного характеру. Вони сприяють розвитку та соціалізації особистості, компенсують або зменшують вади, спричинені захворюваннями або підсилені несприятливими соціальними чинниками. Корекційно-компенсаторна освіта дітей з психофізичними порушеннями потребує висококваліфікованого кадрового забезпечення, що робить дефектологічну освіту окремим напрямом підготовки педагогічних кадрів.

### Спеціальності та напрями підготовки
Залежно від нозології дитячих порушень розвитку, у структурі дефектологічної (корекційної) освіти виділяють основні спеціальності:
- Сурдопедагогіка та психологія (діти з порушеннями слуху);
- Тифлопедагогіка та психологія (діти з порушеннями зору);
- Олігофренопедагогіка або корекційна психопедагогіка (діти з інтелектуальними порушеннями);
- Логопедія або логопедагогіка (діти з порушеннями мовлення).

Також існує підготовка фахівців для діагностики та психологічної корекції порушень розвитку в медико-психолого-педагогічних консультаціях і психологічних службах закладів освіти та реабілітації.

## Історія
Підготовка фахівців у галузі дефектології в Україні бере початок із початку ХХ сторіччя:
- 1912 — з ініціативи І. Сікорського в Києві було засновано Фребелівський жіночий педагогічний інститут, де готували фахівців для роботи з дітьми з порушеннями розвитку.
- 1919 — початок підготовки вчителів-дефектологів на лікарсько-педагогічному факультеті Вищих педагогічних курсів.
- 1920 — факультет став підрозділом Київського інституту народної освіти.
- До початку 1960-х років Київський педагогічний інститут був єдиним закладом України, що здійснював підготовку фахівців у цій галузі.

У розвитку дефектологічної освіти значну роль відіграли: Г. Костюк, Д. Ніколенко, А. Володимирський, О. Щербина, П. Мельников, О. Смалюга, М. Перельмуттер, Н. Засенко, К. Турчинська, М. Ярмаченко, А. Селецький, В. Бондар, І. Колесник, В. Синьов, М. Шеремет, Л. Фомічова, Є. Синьова та інші.
З 2003 року дефектологічний факультет перетворено на Інститут корекційної педагогіки та психології. 
Окрім Києва, із середини 1960-х років дефектологічну освіту почали надавати інші вищі навчальні заклади:
- Слов'янський педагогічний інститут (нині університет);
- Кам'янець-Подільський національний університет імені Івана Огієнка;
- Південноукраїнський національний педагогічний університет імені К. Д. Ушинського;
- Східноукраїнський національний університет імені Володимира Даля;
- Полтавський, Херсонський, Сумський педагогічні університети тощо.

При НПУ ім. М. П. Драгоманова функціонує докторантура та аспірантура для підготовки наукових кадрів у сфері корекційної педагогіки та спеціальної психології.